# Татяна Николаевна
Татяна Николаевна Романова (на руски: Татьяна Николаевна Романова) е втората дъщеря на император Николай II.

## Детство
Родена на 29 май (10 юни) 1897 в Петербург и получава името Татяна. В бюлетина издадена на 1 юни от лейб-акушерката Отта, е потвърдено, че княгиня Татяна е в отлично здраве Татяна получава нетрадиционно руско княжеско име. Според руският княз Константин Константинович, при избора на имена на своите две първи дъщери (Олга и Татяна), царят е повлиян от произведението на Пушкин, „Евгений Онегин“ Като малка тя е особено близка със сестра си Олга. Френският наставник Пиер Жерар пише че „сестрите са много предани една на друга“.
Смятана е за най-красивата и най-сериозната от семейството. Тя е много сдържана – като малка възпира сестрите си да правят лудории. С поведението си напомня императрицата, поради което я наричали гувернантка. Проявява изключително търпение и майсторство, когато плете или бродира. Тя прилича на майка си, но е с кестенява коса и сиви очи.

## Отношения с Распутин
Татяна както и всички членове в семейството е привързана към малкият си брат Алексей, който е болен от хемофилия. За да го лекува, през 1901 е извикан известният врач Григорий Распутин.
Едната от двете гувернантки – София Тютчева е ужасена от факта, че Распутин влиза в спалнята на децата, когато те са по нощници. Царица Александра накрая уволнява Тютчева. Царската сестра, княгиня Ксения е в ужас от историята с Распутин. На 15 март 1910 г тя записва в дневника си „Тя (Тютчева) не разбра, че Распутин е приятел на семейството и светец. Когато Тютчева го гледаше, Олга и Татяна се приготвяха за лягане, а Распутин седна в леглото и започна да говори с тях и да ги гали.“
Другата гувернантка – Мария Иванова Виншнякова – твърди, че княгиня Татяна е изнасилена от Распутин през 1910 г. Императрицата отказва да повярва. Вишнякова защитава твърденията си пред следователи. Не се намират доказателства в подкрепа на нейните твърдения, само слухове. По това време дружбата на Распутин с царските деца е обществено достояние.
Юлия Александровна Ден, която е близка приятелка на императорското семейство и която, по думите ѝ, „познава лично Нейно Величество и вижда с очите си как живее Царското семейство“, обаче описва съвсем друга картина на отношенията между Александра Тедоровна, Григорий Распутин и царското семейство. Според нея „Мадмоазел Тютчева никога не е била гувернантка на Техни Височества и не би могла да види как Распутин ги благославя, тъй като не беше така. Императорът не би позволил такова нещо, дори ако Нейно Величество го бе пожелала. Е, императрицата изобщо не смяташе, че такава процедура е необходима, за да се спасят душите на дъщерите ѝ. И Тютчева стана жертва на собствената си арогантност и завист“.

## Първа световна война
По време на Първата световна война, като по-голямата си сестра Олга, Татяна е милосърдна (медицинска) сестра. По стара традиция тя е началник на 6-и улановски възнесенски полк.
Великата княгиня иска да има приятелки, но императрицата рядко позволява да се срещат дори с първата си братовчедка Ирина Александровна.

## Брак
Според някои съобщения сръбският крал Петър I Караджорджевич иска да ожени Татяна за най-малкия си син, принц Александър. През януари 1914 г. сръбският премиер Никола Пашич предава писмо на цар Николай, в което крал Петър изразява желанието на сина си да се ожени за една от великите княгини.
По време на семейна вечеря Николай II кани Петър I и сина му, престолонаследника Александър I Караджорджевич. Същата вечер той среща Татяна. Преговорите за брак завършват с избухването на Първата световна война. Татяна и Александър си пишат писма до нейната смърт. Когато Александър разбира за убийството ѝ, той е шокиран и е близко до самоубийството.
През 1914 г. Татяна се влюбва в корнета на лейб-гвардейците на “Улановския полк на негово императорско величество Александър" – Дмитрий Яковлевич Малам, когото тя среща в лазарета. Татяна нарича Малам „Моят златен Митя“. През октомври 1914 Дмитрий ѝ подарява френски булдог, когото Татяна нарича Артипа. Това дава повод на княгиня Олга да подкачи сестра си „Татяна кой улан ти подари кучето (кученцето)? Олга ти казва, че ти седиш на неговото легло, я колко интересно...“

## Октомврийската революция и последвалите събития
На 15 март 1917 г. се слага край на управлението на династия Романови. Семейството е арестувано и последните си години преживява в къщата на инженер Ипатиев. През нощта на 16 срещу 17 юли 1918 г. Татяна, семейството ѝ, доктор Боткин и други приближени на царското семейство са разстреляни в мазето на къщата. Убийците вземат кръстчето на императора, подарено му от Григорий Распутин, а от княгинята – медальони с изображението на Распутин.
Юровски и другарите му предприемат няколко несполучливи опита за скриване на труповете. В крайна сметка са заровени в местността Поросьонков Лог, където през нощта на 18 срещу 19 юли 1918 г. е заседнал камионът с телата на убитите. Участници на разстрела свидетелстват, че от общо 11 убити телата на 9 души са залети със сярна киселина и заровени направо на пътя, а телата на останалите – цесаревича Алексей и княгиня Анастасия – са горени на известно разстояние от основния гроб, хвърлени в яма и заровени там. Това е направено с цел броят на труповете да не съвпада с броя на убитите в Ипатиевия дом. За допълнителна маскировка на мястото на погребението е запален огън.